# Harpy
I den græske mytologi er harpyer kvindelige, vingede dødsånder, der mest er kendt for konstant at stjæle mad fra Fineus. Ordets egentlige betydning er noget i stil med "den, der griber". Men harpyen kunne også bringe liv. En harpy var moder til Achilleus' heste, med vestenvinden, Zefyros, som fader. Smukke, vingede fuglekvinder er først senere blevet udviklet fra sirenen. På en vase på Berlin-museet har en harpy en lille figur af en helt i hver klo, men hendes hoved ligner en gorgon med stirrende øjne og udstående tunge og tænder.
Harpyerne var søstre til Iris og døtre af Tyfon og Echidna. Fineus, en thrakisk konge, var begavet med profetiske evner. Zeus, der vred over at Fineus afslørede for meget, straffede ham ved at sende ham ud på en ø med mad, han aldrig kunne spise, fordi harpyerne stjal den fra hans hænder, før han kunne stille sin sult. Dette fortsatte indtil Jason ankom. Boreaderne, der var sønner af nordenvinden, Boreas, og derfor kunne flyve, jagtede harpyerne, men undlod at dræbe dem på ordre fra Iris. Iris sendte harpyerne, "den store Zeus' hunde", tilbage til deres hule på Minos' Kreta. Fineus var taknemmelig for hjælpen, og forklarede til gengæld argonauterne, hvordan man kom igennem Symplegaderne.